# جوليدا جوليزار
جوليدا جوليزار جوكسان (بالتركية:   Jülide Gülizar)‏ (ولدت عام 1929 في مدينة أضنة وتوفت 14 مارس عام 2011 في أنقرة) مذيعة الأخبار الأولى بتركيا وبمؤسسة الإذاعة والتلفزيون التركية، ومؤلفة ومعلمة

## السيرة الذاتية
ولدت جوليدا جوليزار في عام 1929 في مدينة أضنة وأنهت تعليمها الإبتدائي والإعدادي في مرسين أما تعليمها الثانوي فقد أنهته في مدرسة البنات بأنقرة. وفي عام 1956 تخرجت جوليدا جورليزار من كلية الحقوق بجامعة أنقرة. وعقب تدريبها على منصب المحامي لم تفضل بأن تعمل بمهنتها. وفي العام نفسه التحقت براديو أنقرة. وفي عام 1968 خرجت جوليدا جوليزار على الشاشات كأول مذيعة للأخبار بمؤسسة الإذاعة والتلفزيون التركية وذلك من خلال البث التلفزيوني. وقعت جوليدا على العديد من التجديدات مثل «قراءة الأخبار لأول مرة في الهواء الطلق»، و«أول بث مباشر» و«الحديث الصحفى الأول» كأول امرأة في الإذاعة والتلفزيون. اشتهرت جوليدا بحرصها على الاستخدام الجيد للغة التركية. وصفت جوليزار جوهر اللسان بأنه «التمييز العنصري الوحيد الذي قال نعم» في الحياة. وأكدت أنها ليست ضد اللغات الأجنبية الإ أننا عندما نتعلمها فلا يجب علينا أن ننسى لغتنا.
صرحت جوليدا جوليزار في الحديث الصحفى التي أدلت به بنفسها أن لقبها الأصلي هو «جوكسان» وأن لقب «جوليزار» هو إسم مستعار. كتبت جوليدا جوليزار العديد من الأشعار في أيام صباها وطالما حلمت بأن تصبح شاعراً مشهوراً. وعندما تزوجت صرحت بأن لقبها لن يتغير وأنها قد أخدت اسم «جوليزار» إسماً لها وأنها تفكر في أن تكتب اسم غير قابل للتغيير على أشعارها.
و في عام 1982 تقاعدت جوليدا جوليزار من مؤسسة الإذاعة والتلفزيون التركية التي عملت بها فيما يقرب من ثلاثون عام. وقد عملت جوليدا في العديد من الوظائف خلال فترة التقاعد مثل كاتبة في العديد من الوكالات ومنظمات البث، وصحفية ومعلمة. وخلال فترة تقاعدها واصلت جوليدا نضالها بإستمرار في استخدام لغة تركية صحيحة. وقد أدت جوليدا محاضرات في كلية الإتصالات بجامعة باشكنت حيث أنها تأسست في عام 1997. وقد نشرت برامج متنوعة في التلفزيون على شاشة قناة دي وأعدت مقابلات. وكانت جوليدا جوليزار في الوقت نفسه عضو مجلس الإدارة في جمعية الصحفيين المعاصرين.
وفي 14 مارس عام 2011 قد توفت جوليدا جوليزار في مستشفى كلية الطب بجامعة هاستيب حيث أنها تعالجت بها لمدة عام من مرض الإلتهاب الرئوي. وقد حازت جوليدا جوليزار على العديد من الجوائز وألفت العديد من الكتب. وتوفت جوليدا جوليزار عن عمر يناهز أثنين وثمانون عاماً وعقب صلاة الجنازة التي أقيمت بمسجد كوكاتيب بأنقرة قد دفُنت جوليدا بمقبرة كارشياكا بأنقرة.

## كتبها
•	«انتهت الأخبار وحان وقت المرح الآن»، الأمل للنشر، أضنة، 	عام 1994
•	«صراع بميدان مؤسسة الإذاعة والتلفزيون»، الأمل للنشر، أضنه، عام 1995
•	«إلى أين أنتي ذاهبة يا أيتها اللغة التركية»، دار نشر سيناميس، أنقرة، عام 2004. الحياة الماضية بكلمات مذيع عاشق اللغة التركية.
•	«أوه يا أبي أوه»، دار نشر سيناميس، أنقرة، عام 2005. ذكريات طفولة جوليدا جوليزار، أعوام التغيير بتركيا من عام 1930 حتى عام 1950.
•	«أشكرك يا حياه»، دار نشر سيناميس، أنقرة، عام 2006. قصة حياة جوليدا جوليزار.
•	«كان هؤلاء بشر»، دار نشر سيناميس، أنقرة، عام 2007. تصف تجاربها مع أول عشر رؤساء.
•	«موضوع ضيف»، دار نشر سيناميس، أنقرة، عام 2008. تروي فترة تقديمها للبرامج قبل حدوث الانقلاب في عام 1980.
•	«هنا راديو تركيا»، دار نشر سيناميس، أنقرة، عام 2008. ذكريات أعوام تقديمها في الراديو.
• «مؤسسة الراديو التركي + مؤسسة التلفزيون التركي = مؤسسة الإذاعة والتلفزيون»، أنقرة، عام 2008، ذكريات مؤسسة الإذاعة والتلفزيون
في أعوام عملها بالراديو أولاً ثم التلفزيون.
•	«أنا لا أعلم والله أعلم»، دار نشر سيناميس، أنقرة، عام 2008، تروي وضع المرأة في تركيا.

## مساهمتها في ألبومالموسيقى
ذكرت جوليدا جوليزار قصة لأغنية شعبية وذلك في بداية الأغنية الشعبية «أوه أضرم النار» حيث أنها تحتل مكانة في «الأغاني الشعبية المجهولة» وهي من ألبوم الموسيقى الذي ألفه مذيع الأخبار علي كيرجا في عام 2002.
و في 4 أبريل عام 1953 عندما عادت الغواصة التركية من تدريبات الناتو التي أجريت في البحر الأبيض المتوسط بدوملوبينار غرقت من خلال إصطدامها بسفينة بضائع سويدية تسمى «نابولاند» في مضيق الدرنيل. قد بقى اثنين وعشرون شخصاً على قيد الحياة في البحر الأبيض المتوسط وقد امتثلت الأغنية الشعبية «هذه إيجة» في خطوط التلفون حيث أنه أنُشئ لرفع الروح المعنوية. وبعد هذه المأساه تقمصت هذه الأغنية. وقد غنت جوليدا جوليزار الأحداث بلغة تركية سلسة وذلك في بداية الأغنية الشعبية التي غناها علي كيرجا.